# Campeonato Mundial de Esquí Acrobático de 1995
El V Campeonato Mundial de Esquí Acrobático se celebró en la localidad alpina de La Clusaz (Francia) entre el 14 y el 19 de febrero de 1995 bajo la organización de la Federación Internacional de Esquí (FIS) y la Federación Francesa de Esquí.

## Medallistas

### Masculino
| Evento              | Oro                                     | Plata                                   | Bronce                                  |
| ------------------- | --------------------------------------- | --------------------------------------- | --------------------------------------- |
| Baches (18.02)      | Edgar Grospiron Francia 27,14 pts.      | Jean-Luc Brassard · Canadá · 26,35 pts. | Serguei Shupletsov · Rusia · 26,19 pts. |
| Acrobacias (17.02)  | Rune Kristiansen · Noruega · 25,75      | Fabrice Becker Francia 25,10            | Heini Baumgartner · Suiza · 24,25       |
| Salto aéreo (19.02) | Trace Worthington Estados Unidos 243,09 | Christian Rijavec · Austria · 241,34    | Sébastien Foucras Francia 239,38        |
| Combinada (16.02)   | Trace Worthington Estados Unidos 27,98  | Darcy Downs · Canadá · 27,51            | Jonathan Moseley Estados Unidos 25,39   |

### Femenino
| Evento              | Oro                                  | Plata                              | Bronce                                      |
| ------------------- | ------------------------------------ | ---------------------------------- | ------------------------------------------- |
| Baches (18.02)      | Candice Gilg Francia 25,52 pts.      | Raphaëlle Monod Francia 24,89 pts. | Tatjana Mittermayer · Alemania · 24,62 pts. |
| Acrobacias (17.02)  | Yelena Batalova · Rusia · 28,64      | Ellen Breen Estados Unidos 26,44   | Annika Johansson · Suecia · 25,05           |
| Salto aéreo (19.02) | Nicole Stone Estados Unidos 176,53   | Marie Lindgren · Suecia · 169,53   | Kirstie Marshall Australia 168,08           |
| Combinada (16.02)   | Kristean Porter Estados Unidos 28,67 | Maja Schmid · Suiza · 26,03        | Katherina Kubenk · Canadá · 25,41           |

## Medallero
| Núm. | País           | Oro | Plata | Bronce | Total |
| ---- | -------------- | --- | ----- | ------ | ----- |
| 1    | Estados Unidos | 4   | 1     | 1      | 6     |
| 2    | Francia        | 2   | 2     | 1      | 5     |
| 3    | Rusia          | 1   | 0     | 1      | 2     |
| 4    | Noruega        | 1   | 0     | 0      | 1     |
| 5    | Canadá         | 0   | 2     | 1      | 3     |
| 6    | Suecia         | 0   | 1     | 1      | 2     |
| 6    | Suiza          | 0   | 1     | 1      | 2     |
| 8    | Austria        | 0   | 1     | 0      | 1     |
| 9    | Alemania       | 0   | 0     | 1      | 1     |
| 9    | Australia      | 0   | 0     | 1      | 1     |
|      | TOTAL          | 8   | 8     | 8      | 24    |